# Roadhouse Blues
Singles de The Doors
Runnin' Blue
(1969) Love Her Madly
Roadhouse Blues est une chanson du groupe The Doors, composée par Jim Morrison, John Densmore, Robby Krieger et Ray Manzarek extraite de l'album Morrison Hotel, sortie en single en mars 1970.

## Lancement
Apparue comme la face B de You Make Me Real et classée no 50 aux États-Unis, Roadhouse Blues est l'une des chansons les plus réussies du groupe[réf. souhaitée].

## En concert
Plus tard, une version live apparaîtra sur An American Prayer de Jim Morrison, l'une des meilleures performances de tous les temps[réf. souhaitée]. Cette version en concert était également incluse dans l'album In Concert de 1991. Elle est également présente, en plus de la version studio, dans la compilation The Best of The Doors.